# Ariana Madix
Ariana Madix (Melbourne, Florida, 24 de junio de 1985) es una personalidad de televisión, actriz, modelo, autora estadounidense. Es miembro del elenco de la serie de telerrealidad Vanderpump Rules de Bravo.

## Primeros años
Madix nació el 24 de junio de 1985 en Melbourne, Florida, y fue criada por su padre, Jim, y su madre, Tanya. Según un informe de Radar Online, su infancia fue inestable. En una entrevista de Glamour, Madix dijo: «Mi padre no volvía a casa. Ya no está con nosotros, le quiero y siento que estaba pasando por algunas cosas y que hacía lo que podía en muchos sentidos, pero tenía tendencia a acabar el trabajo y estar en el bar de mala muerte en vez de ayudarnos con los deberes. Y mi madre lo hacía todo». En terapia, se dio cuenta de que tal vez el exceso de rendimiento era un mecanismo de supervivencia, diciendo: «Si soy perfecta, entonces él querrá estar allí».
Empezó a montar a caballo a los 6 años y desarrolló una carrera ecuestre de competición. También ganó dos campeonatos nacionales de danza. Se graduó de la escuela secundaria Eau Gallie en 2003. En 2007, se graduó de la Universidad Flagler, donde obtuvo dos licenciaturas: teatro y comunicación audiovisual. Trabajó disfrazada de personajes como Ariel, Cenicienta y Aurora en Disney World mientras estudiaba en la universidad. Después de la universidad, se trasladó a Nueva York con el sueño de «estar en Broadway». Se quedó cinco años y trabajó como camarera y azafata en el restaurante Butter.

## Carrera
Al principio de su carrera, apareció con frecuencia en vídeos del sitio web de humor CollegeHumor. Tuvo problemas para conseguir papeles en televisión en Nueva York, por lo que decidió trasladarse a Los Ángeles. Empezó a trabajar en los restaurantes SUR y Villa Blanca de Lisa Vanderpump, lo que le valió un puesto en la serie de telerrealidad Vanderpump Rules en 2013, que sigue la vida de los camareros de SUR, PUMP y Villa Blanca.
Tuvo papeles como invitada en varias series de televisión, entre ellas la sitcom de acción real Dads, de Fox, y Anger Management, de FX. También apareció en las películas Working It Out (2010), Killer Eye: Halloween Haunt (2011), Attack of the 50 Foot Cheerleader (2012), Dirty Dealing 3D (2018) y Dead End (2019). En 2019, apareció como ella misma en la serie de televisión de comedia The Other Two, en el episodio «Chase Shoots a Music Video». El 3 de diciembre de 2019, Madix y Tom Sandoval publicaron su libro de cócteles Fancy AF Cocktails: Drink Recipes from a Couple of Professional Drinkers de Houghton Mifflin Harcourt.
En marzo de 2023, Madix empezó a rodar la película de Lifetime, Buying Back My Daughter (2023) en Vancouver. Interpreta a la agente de policía Karen, que investiga un caso de tráfico sexual. La película forma parte de los mensajes de la campaña «Stop Violence Against Women» de la cadena. El 7 de junio de 2023, People publicó las primeras fotos de Madix como Karen en Buying Back My Daughter. Por su papel en Vanderpump Rules, y sus compañeras de reparto Scheana Shay, Katie Maloney y Lala Kent ganaron el premio al «Mejor equipo de telerrealidad en pantalla» en los MTV Movie & TV Awards de 2023. El 7 de julio de 2023, Derek Hough anunció en el programa Good Morning America que Madix participaría en la temporada 32 de la serie de competición de baile de ABC, Dancing with the Stars. El 11 de julio de 2023, el servicio de streaming, Peacock, anunció que Madix haría una aparición especial como invitada en la quinta temporada de Love Island. Madix viajó a Fiyi para la segunda semana del programa, que se emitió diariamente a partir del 18 de julio de 2023.
El 18 de agosto de 2023, Madix anunció que su segundo libro de cócteles, Single AF Cocktails, saldrá a la venta el 5 de diciembre de 2023 en Clarkson Potter, un sello de Crown Publishing Group.

### Iniciativas empresariales
En noviembre de 2017, lanzó un kit de labios navideño, «Ariana Nudist Lip Set» con Frankie Rose Cosmetics, que consistía en tres barras de labios de color carne. El 21 de julio de 2023, Madix anunció una colaboración con Lip Lab, compuesta por cuatro barras de labios. Trabajó con expertos en color y la colección está inspirada en su vida, sus intereses y los ideales que defiende.
En 2022, ella y su coprotagonista de Vanderpump Rules, Katie Maloney, anunciaron planes para abrir una tienda de sándwiches y un bar de vinos llamado «Something About Her».

## Imagen pública
En marzo de 2023, Madix se convirtió en el centro de atención de los medios de comunicación, después de que su novio durante nueve años, Tom Sandoval, fuera sorprendido manteniendo una aventura de meses con la mejor amiga de Madix y coprotagonista de Vanderpump Rules, Raquel Leviss. Madix ha sabido aprovechar su fama mediática para emprender numerosos negocios. Tras la ruptura, ella apareció en el programaToday, el podcast Call Her Daddy, en el periódico The New York Times y en la portada del número de junio de 2023 de Glamour. También se ha asociado con numerosas marcas para crear contenidos patrocinados en línea, como Bic, Uber 1, Lay’s, Bloomingdale’s, SoFi, Duracell, T-Mobile y Nutrafol.
Madix lució un vestido rojo recortado de Mônot en la reunión de la temporada 10 de Vanderpump Rules que dejaba su torso casi al descubierto, aparte de unas bandas colocadas en el pecho y la cintura. La prenda recibió al instante una importante cobertura mediática y el vestido fue discutido durante semanas por los profesionales de la moda y el espectáculo. El vestido fue bautizado como «El vestido de la venganza» por los medios de comunicación. El 26 de mayo de 2023, en una entrevista con la estilista de Madix, Emily Men, Rolling Stone señaló que «Madix ha estado sirviendo looks destacados» desde el escándalo y sus «atuendos han cosechado mucha atención y elogios». La revista Grazia elogio el vestido de Madix. Insider escribió: «Las fotos de ella rápidamente se hicieron virales en las redes sociales, con muchos aclamando a Madix como la nueva reina del vestido de la venganza».

## Vida personal
Madix mantuvo una relación con Tom Sandoval desde 2014 hasta 2023. Se separaron públicamente después de que se revelara que él la había engañado con su mejor amiga y coprotagonista, Raquel Leviss. Los medios de comunicación se refirieron a su ruptura y a sus secuelas como «Scandoval». Madix sale actualmente con el preparador físico Daniel Wai, afincado en Nueva York.
En 2018, se sometió a una cirugía para extirpar un tumor después de que le diagnosticaran cáncer de piel. Se convirtió en embajadora de The Skin Cancer Foundation y utiliza su plataforma pública para defender y concienciar sobre el cáncer de piel. Habló de los servicios de la fundación en un episodio de Daily Pop de E!.
En febrero de 2022, Madix reveló que había estado luchando con un trastorno alimenticio cuando se unió a Vanderpump Rules, pero se ha recuperado desde entonces.

## Filmografía
| Año  | Título                            | Papel       | Notas        |
| ---- | --------------------------------- | ----------- | ------------ |
| 2008 | Swing Vote: What Side Are You On? | Jackie      | Cortometraje |
| 2010 | Working It Out                    | Bar Girl #1 |              |
| 2011 | Killer Eye: Halloween Haunt       | Catalina    |              |
| 2012 | The Dead Want Women               | Danni       |              |
| 2012 | Reparations                       | Hope        | Cortometraje |
| 2012 | Attack of the 50 Foot Cheerleader | Pledge #2   |              |
| 2018 | Dirty Dealing                     | Raine       |              |
| 2019 | Dead End                          | Amanda      |              |

| Año           | Título                               | Papel                    | Notas                                                                                                  |
| ------------- | ------------------------------------ | ------------------------ | --- |
| 2009          | The CollegeHumor Show                | Lexi Meyers              | Episodio: «The Morning After»                                                                          |
| 2009–15       | CollegeHumor Originals               | Hot Girl / Alexis / Lexi | 10 episodios                                                                                           |
| 2009          | NFL Writers Room                     | Ariana                   | 2 episodios                                                                                            |
| 2011          | Tilt-A-World                         | Ruby                     | 6 episodios                                                                                            |
| 2011          | LoveFinder                           | Amanda                   | Telefilme                                                                                              |
| 2012–14       | The Real Housewives of Beverly Hills | Ella misma               | 3 episodios; sin acreditar                                                                             |
| 2013          | Single Siblings                      | Hot Burping Girl         | Episodio: «More Than Facebook Friends?»                                                                |
| 2013–presente | Vanderpump Rules                     | Ella misma               | Serie regular; 146 episodios                                                                           |
| 2013          | Dads                                 | Empleada                 | Episodio: «My Dad's Hotter Than Your Dad»                                                              |
| 2014          | Anger Management                     | Melanie                  | Episodio: «Charlie's Living the Dream»                                                                 |
| 2016          | Lonely and Horny                     | Brianne                  | Episodio: «Threesome»                                                                                  |
| 2018          | Waking Up With Strangers             | Chloe Shrager            | Episodios: «Legend», «Pretty in Pink»                                                                  |
| 2019          | Celebrity Family Feud                | Ella misma               | Episodio: «Chrissy Teigen & John Legend vs. Vanderpump Rules y Terry & Rebecca Crews vs. Karamo Brown» |
| 2019          | The Other Two                        | Ariana Madix             | Episodio: «Chase Shoots a Music Video»                                                                 |
| 2021          | Paradise City                        | Bobbi                    | Episodio: «The Man of the Hour»                                                                        |
| 2023          | Buying Back My Daughter              | Oficial Karen            | Telefilme                                                                                              |
| 2023          | Love Island                          | Ella misma               | Invitada especial en la temporada 5; 2 episodios                                                       |
| 2023          | Dancing with the Stars               | Ella misma               | Concursante en la temporada 32                                                                         |

| Año  | Título  | Artista    | Papel |
| ---- | ------- | ---------- | ----- |
| 2021 | «Oops!» | Yung Gravy | Tracy |

| Año  | Título          | Papel        | Notas        |
| ---- | --------------- | ------------ | ------------ |
| 2022 | Earth To Ariana | Presentadora | 21 episodios |

## Premios y nominaciones
| Año  | Ceremonia             | Premio                                                                                             | Trabajo          | Resultado |
| ---- | --------------------- | -------------------------------------------------------------------------------------------------- | ---------------- | --------- |
| 2022 | MTV Movie & TV Awards | Mejor romance de telerrealidad (compartido con Tom Sandoval)                                       | Vanderpump Rules | Nominado  |
| 2023 | MTV Movie & TV Awards | Mejor equipo de telerrealidad en pantalla (compartido con Katie Maloney, Scheana Shay y LaLa Kent) | Vanderpump Rules | Ganadora  |